# Brunnenhöhle
Die Brunnenhöhle (auch Mainonihöhle genannt, Katasternummer 1911/8) ist eine 131 Meter lange Konglomerathöhle am Grunde eines Brunnenschachtes in Gainfarn, einem Ortsteil der niederösterreichischen Stadt Bad Vöslau. Die Höhle wurde erstmals 1847 durch Adolph von Morlot beschrieben, im Jahre 1980 waren erst 60 Meter Ganglänge erforscht. Die Höhle ist nicht frei zugänglich.

## Lage
Die Brunnenhöhle zählt mit ihren 131 Metern Gesamtganglänge zu den bedeutendsten Höhlen des Wienerwaldes. Die Höhle liegt laut Trimmelscher Gebirgsgruppengliederung in der Teilgruppe 1911 Hoher Lindkogel, in Gainfarn bei Bad Vöslau. Der obere Einstieg des Brunnenschachtes befindet sich auf dem Grundstück Hauptstraße Nr. 8 in Gainfarn auf 280 Meter Seehöhe.

## Brunnenschacht
Im 20 Meter tiefen, die obersten 5 Meter gemauerten, Brunnenschacht mit knapp 1,5 Meter Durchmesser befindet sich eine alte, stark verrostete Leiter, die in die Tiefe, bis knapp oberhalb des Wasserspiegels, führt. Von dort kann man auf Eisentraversen wegsteigen. Der Schacht ist oben mit einem Betondeckel verschlossen. Die Wassertiefe wurde am 2. März 1985 mit zwei Meter gelotet.

## Anschließende Gänge
Von den Traversen schlüpft man durch eine Engstelle in einen sehr niedrigen Raum mit lehmigem Boden. Im Osten befindet sich eine größere seichte Wasseransammlung. Nach Nordosten führt eine 20 Meter lange, ansteigende Kluft mit durchschnittlich zwei Meter Höhe. An deren Ende zweigt rechts ein Schluf ab, der wieder zurück nach Südwesten führt. Dieser nur 0,3 Meter hohe Höhlenteil wurde erst in den 1980er Jahren erforscht. An dessen Ende befindet sich ebenfalls eine Wasseransammlung, die nur zwei Meter von jener im Eingangsbereich entfernt ist. Eine Verbindung dieser beiden Teile kann daher nicht ausgeschlossen werden. Am Ende der Kluft führt nach links ein weiterer Gang, der aber breiter und höher als der vorige ist, nach Nordosten, vorbei an kolkartigen Erweiterungen. An dessen Ende werden Raumhöhen von bis zu drei Meter erreicht.

## Geologie
Die Höhle befindet sich im miozänzeitlichen Vöslauer Konglomerat.
Im obersten Abschnitt führt der Schacht durch tonhaltige Böden, bis er in einer Tiefe von 16 Meter ins Konglomerat gelangt. In den kolkartigen Formen der Höhlendecke sind beschädigter Sinterschmuck, sowie kleine, plumpe Excentriquebildungen zu sehen. In den sandigen Sedimenten des Bodens finden sich vereinzelt Bruchstücke von Sinterdecken und Deckensintergebilden. Alten Beschreibungen zufolge soll die Höhle früher jedoch schönen Tropfsteinschmuck aufgewiesen haben.